# Sankt Georgs kyrka, Sozopol
Sankt Georgs kyrka, eller Helige Georgs kyrka, (bulgariska: Църква Свети Георги; translitteration: Tsarkva Sveti Georgi) är en bulgarisk-ortodox kyrkobyggnad belägen i staden Sozopol i kommunen Obsjtina Sozopol i regionen Burgas i östra Bulgarien.
Kyrkan är helgad åt den romerska soldatenen, martyren och helgonet Sankt Göran och tillhör Slivens stift.

## Historik
Sankt Georgs kyrka i Sozopol byggdes år 1828 på platsen för en tidigare basilika som hade stått där. Kyrkan har byggts om och restaurerats flera gånger. Den senaste renoveringen ägde rum 1991.

## Kyrkan
Kyrkobyggnaden har tre skepp.

## Bilder

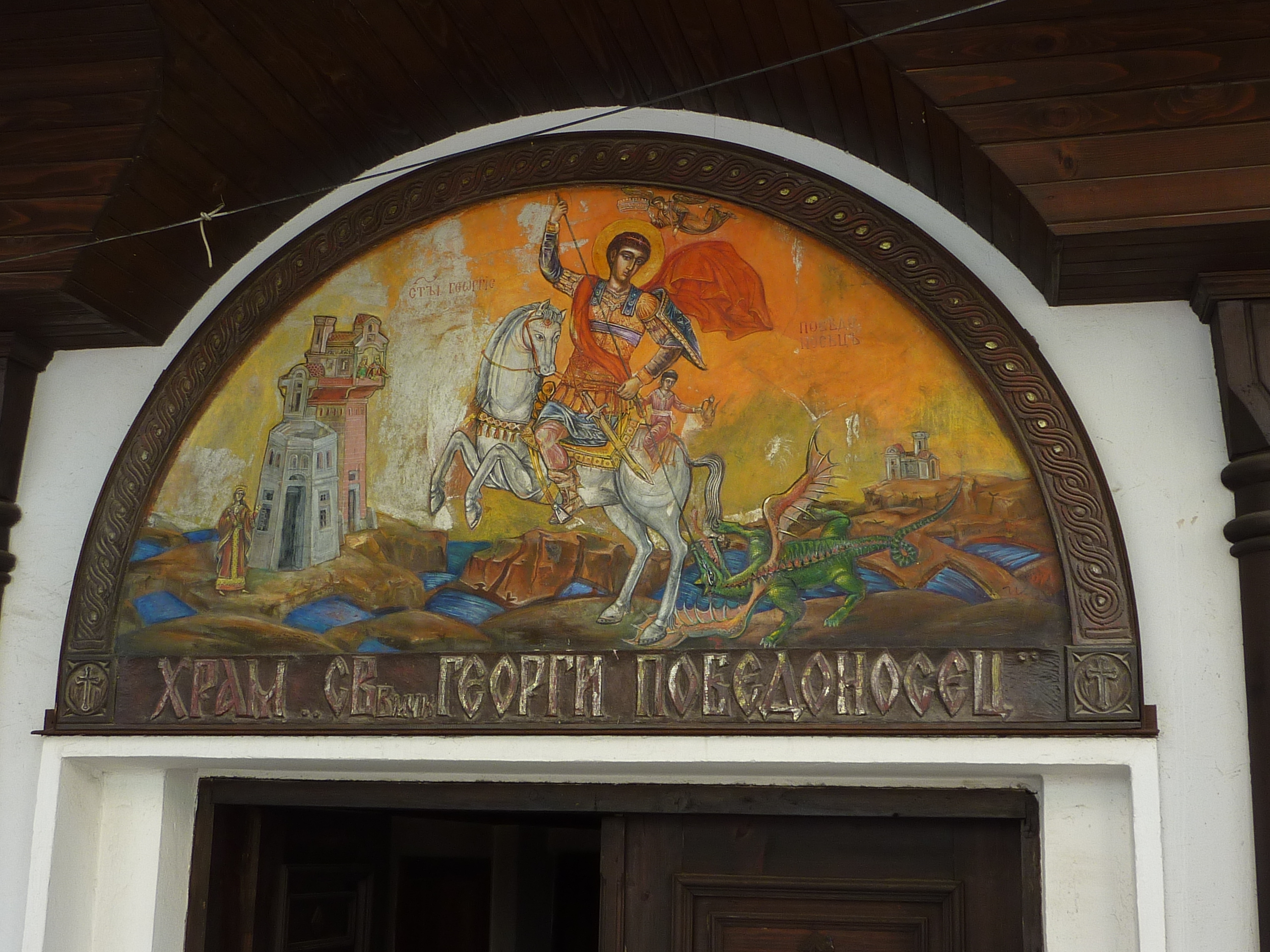
Mosaik/fresk ovanför ingången föreställande Sankt Göran.